# Kozličić
Kozličić (em cirílico: Козличић) é uma vila da Sérvia localizada no município de Valjevo, pertencente ao distrito de Kolubara. A sua população era de 212 habitantes segundo o censo de 2011.

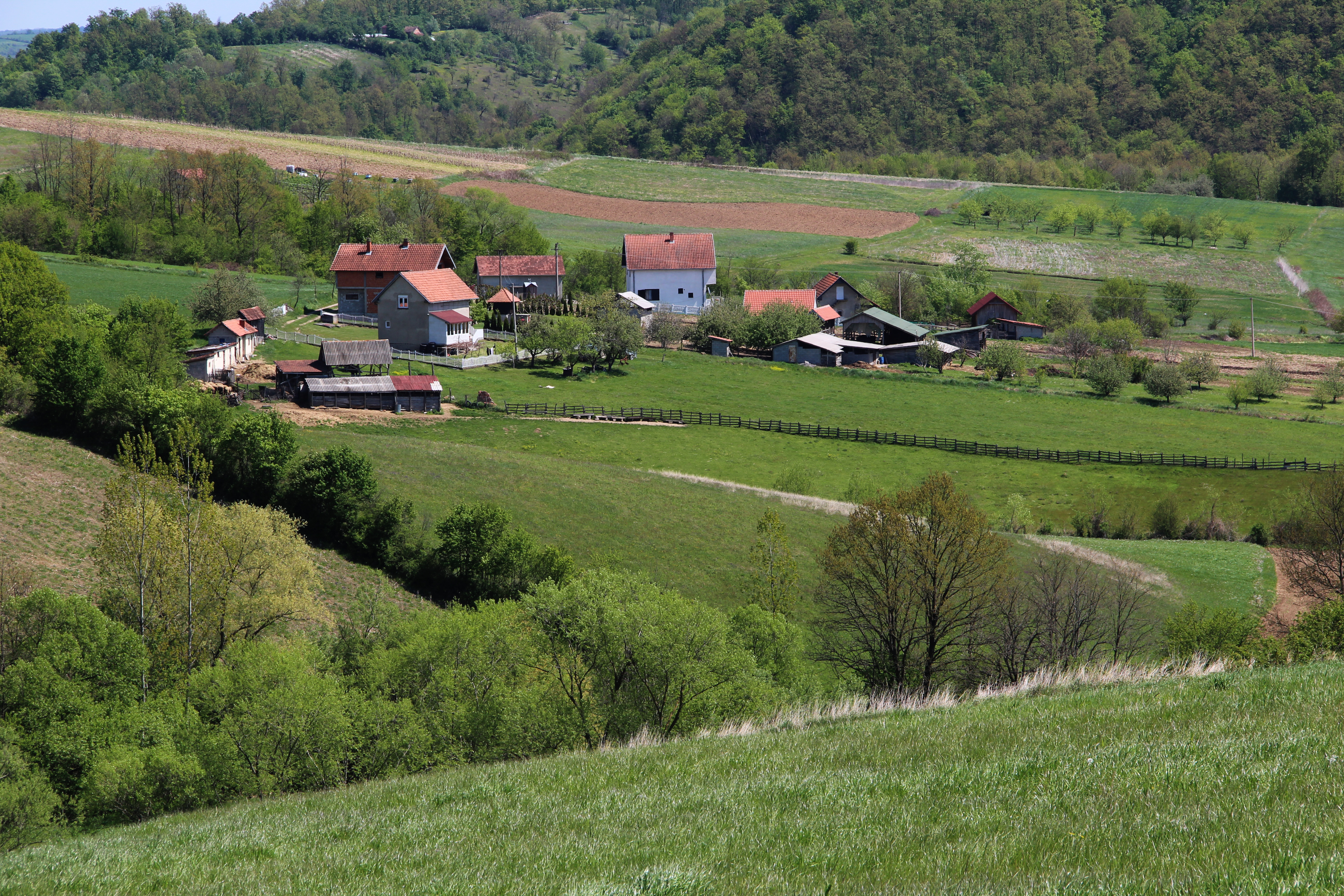
Kozličić Village - panorama
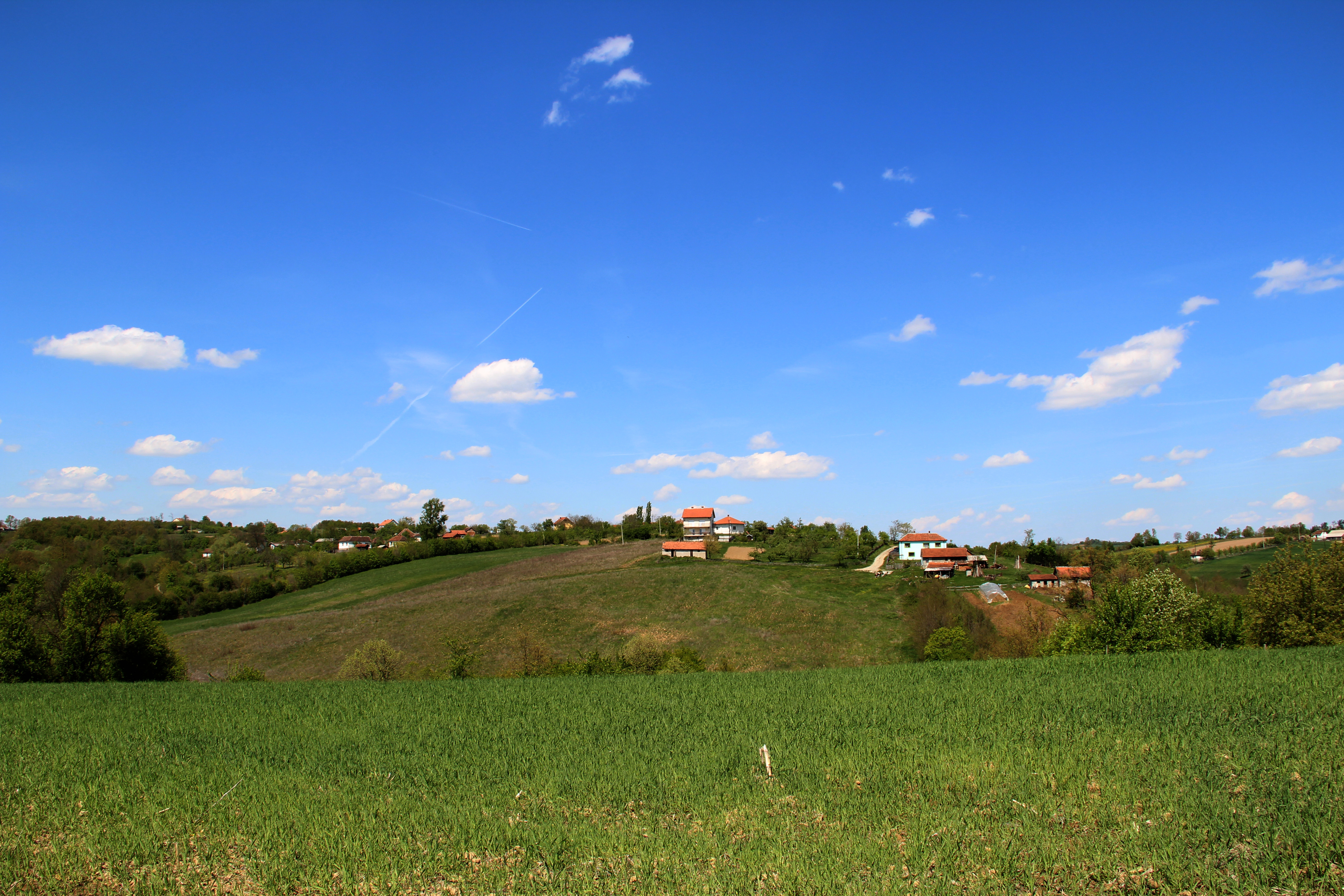
Kozličić Village - panorama
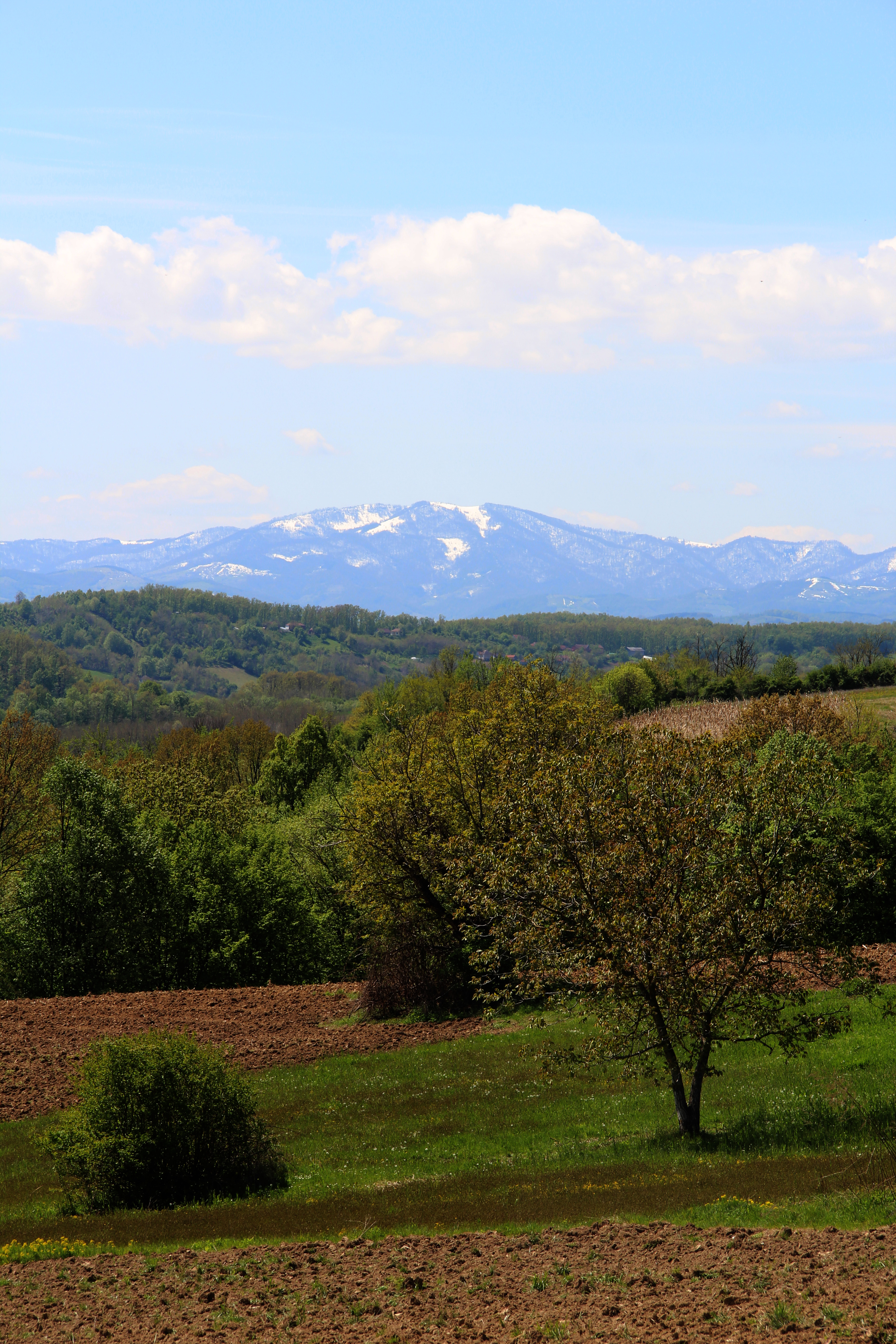
Kozličić Village - panorama
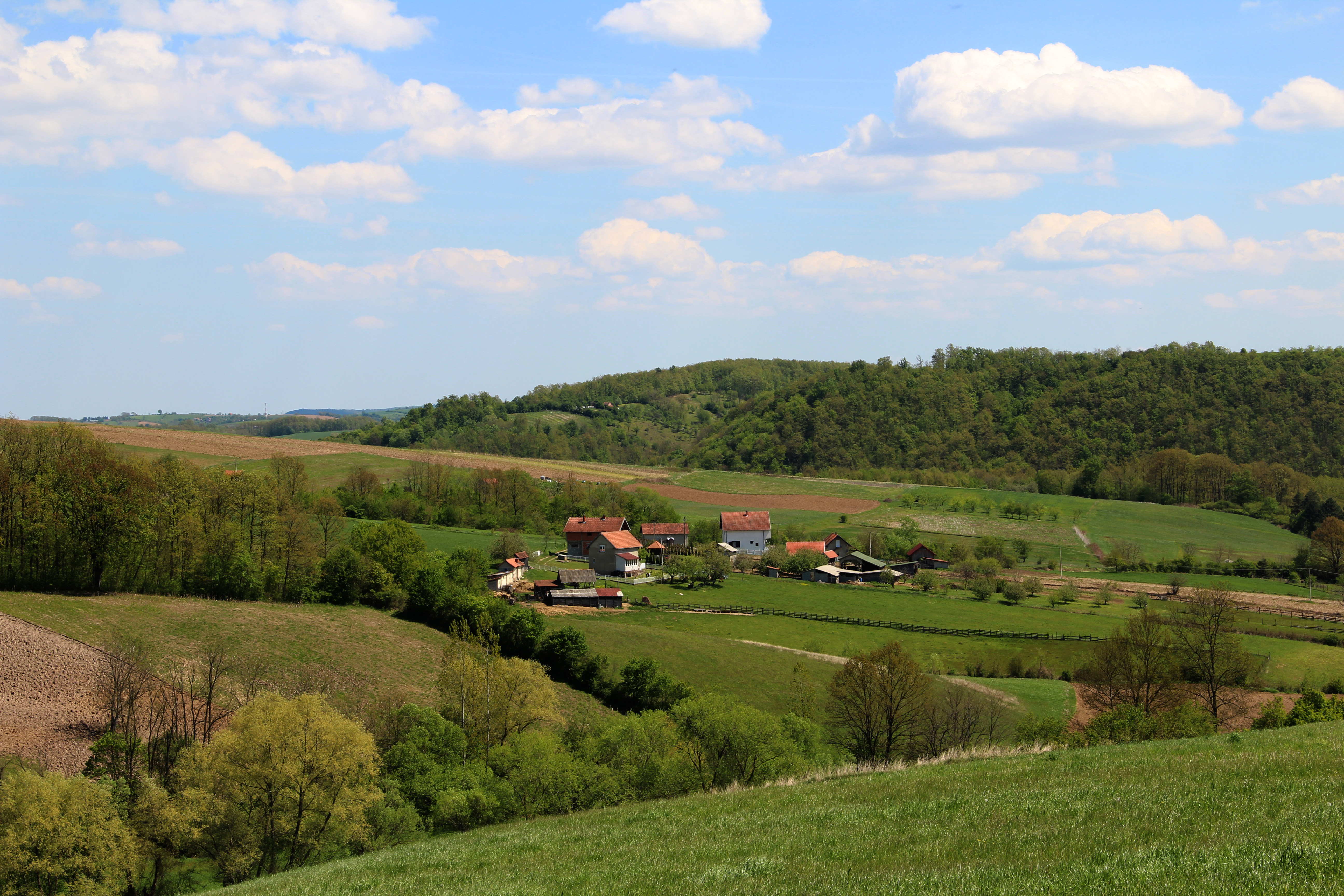
Kozličić Village - panorama
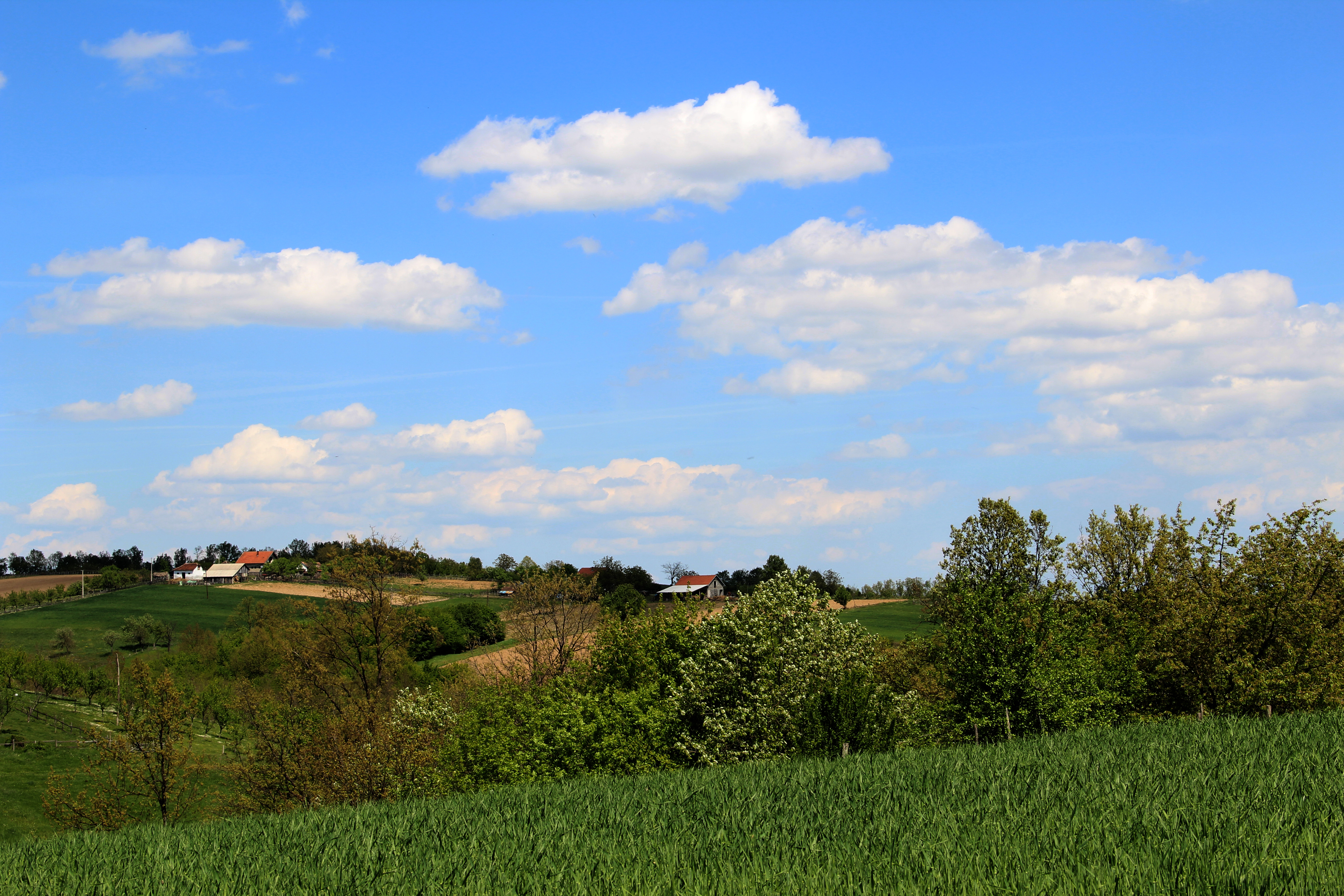
Kozličić Village - panorama
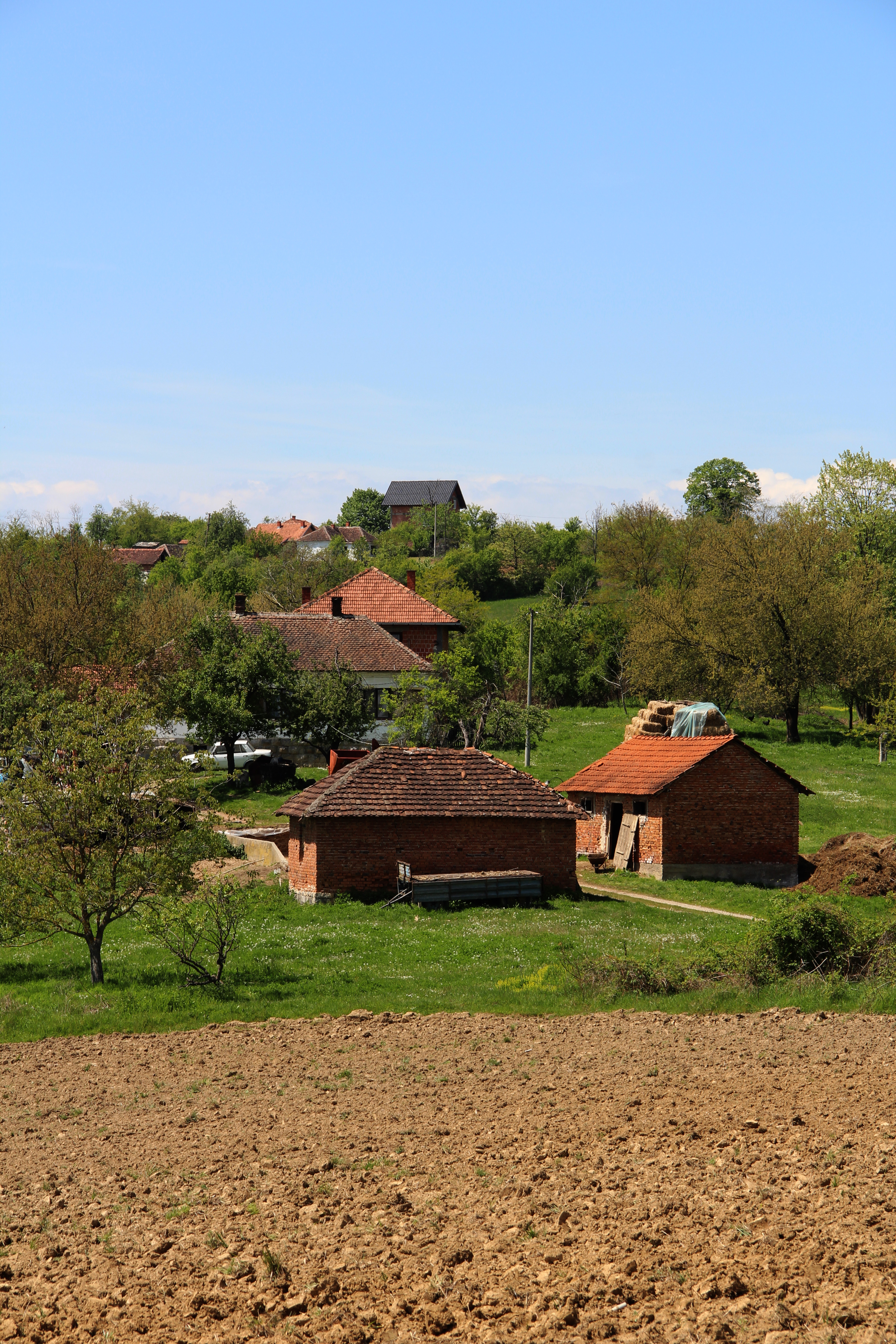
Kozličić Village - panorama
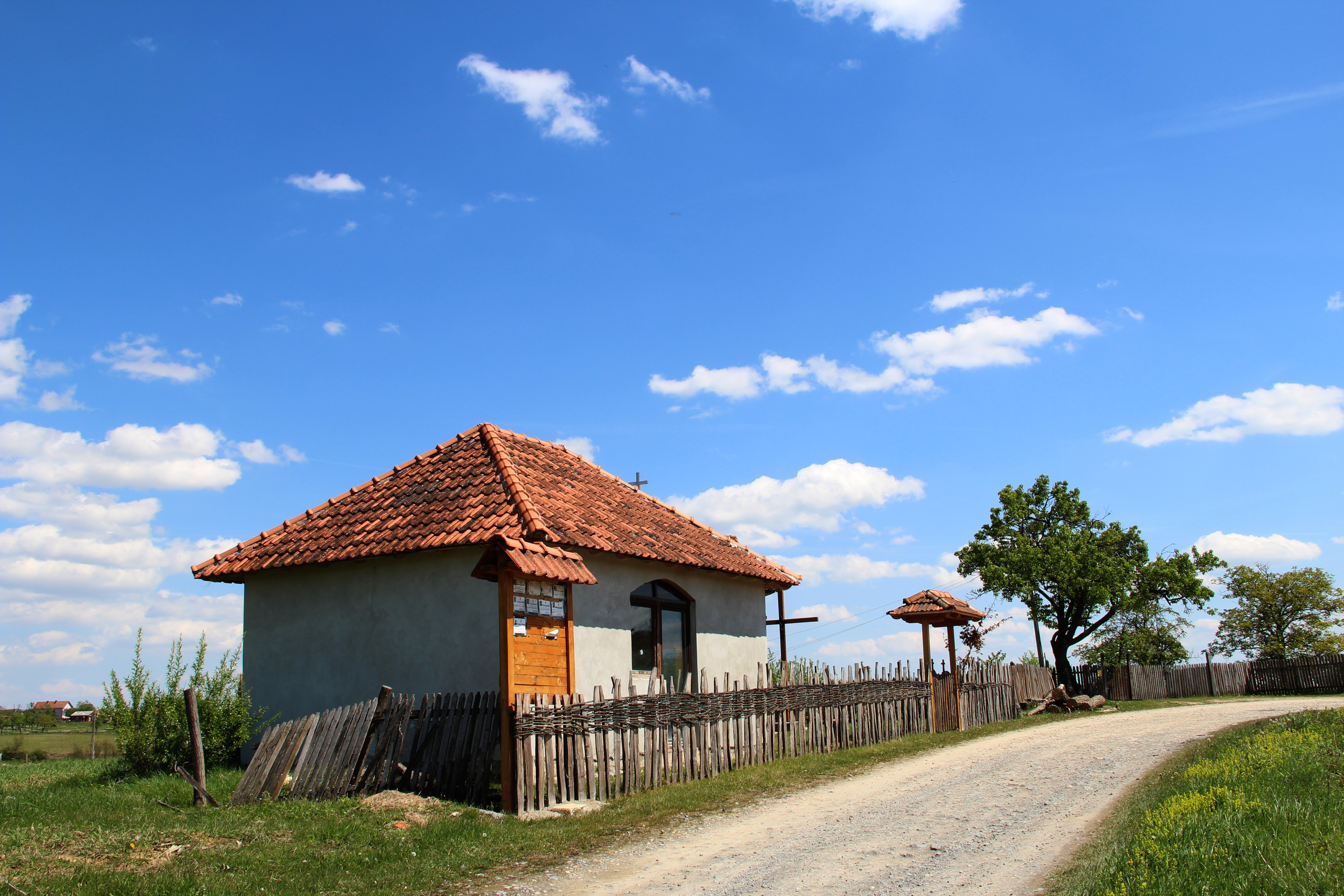
Kozličić Village - panorama

## Demografia
| 1948 | 1953 | 1961 | 1971 | 1981 | 1991 | 2002 | 2011 |
| ---- | ---- | ---- | ---- | ---- | ---- | ---- | ---- |
| 252  | 268  | 266  | 256  | 229  | 257  | 237  | 212  |